# ذو البجادين
«ذو البجادَين» عبدُ اللهِ بنُ عبدِ نهمٍ المُزَنيُّ رضي الله عنه واسمه الأصلي قبل إسلامه «عبد العُزّى»، هو صحابي من الطبقة الثانية من المهاجرين «كما قال الواقدي» عاش يتيماً مع عمه في مكة عيشةٍ مُترفة، ووقع الإسلام في قلبه وهو حينئذٍ ابن 16 عامًا، فلمّا علِم عمه وقومه بإسلامه سلبوه ذاك الترف وجردوه من كل ما عليه وألبسوه بجادًا «الكساء الغليظ الجافي»، فخرج مهاجراً إلى النبي محمد ﷺ.

## نسبه
أبوه: عبد نهم بْن عفيف بْن سحيم بْن عدي بْن ثعلبة بْن سعد بْن عدي بْن عثمان بْن عمرو المزني.
أمه: جهمة بنت الحارث بن اليقظان الهَمدانيِّة.

## إسلامه وسبب تسميته
قدِم على النبي محمد ﷺ وكان اسمه «عبد العزى»، فسماه رَسُول اللَّهِ بـ «عَبْد اللَّهِ» ولقبّه بـ «ذو البجادين»، ذاك أنه لمّا أسلم عند قومه جردوه من كل ما عليه وألبسوه بجادًا، وهو الكساء الغليظ الجافي، فهرب منهم إِلَى رَسُول اللَّهِ صَلَّى اللَّهُ عَلَيْهِ وَسَلَّمَ فلما كان قريبًا منه شق بجاده باثنين، فاتزر بأحدهما وارتدى بالآخر، ثم أتى رَسُول اللَّهِ صَلَّى اللَّهُ عَلَيْهِ وَسَلَّمَ فقيل له: ذو البجادين، وقيل: إن أمه أعطته بجادًا فقطعته قطعتين، فأتى فيهما رَسُول اللَّهِ صَلَّى اللَّهُ عَلَيْهِ وَسَلَّمَ والله أعلم.
وصحب رَسُول اللَّهِ صَلَّى اللَّهُ عَلَيْهِ وَسَلَّمَ وأقام معه، وكان أواها فاضلًا كثير التلاوة للقرآن العزيز، وهو عم عَبْد اللَّهِ بْن مغفل بْن عبد نهم.
أخبرنا عبيد اللَّه بْن أحمد بْن عَلِيٍّ، بِإِسْنَادِهِ إِلَى يونس بْن بكير، عن ابن إِسْحَاق، قال: حدثني مُحَمَّد بْن إِبْرَاهِيم بْن الحارث التيمي، قال: كان عَبْد اللَّهِ، رجل من مزينة ذو البجادين، يتيمًا في حجر عمه، فكان يعطيه، وكان محسنًا إليه، فبلغ عمه أَنَّهُ قد تابع دين مُحَمَّد، فقال له: لئن فعلت وتابعت دين مُحَمَّد لأنزعن منك كل شيء أعطيتك، قال: فإني مسلم، فنزع منه كل شيء أعطاه حتى جرده من ثوبه، فأتى أمه فقطعت بجادًا لها باثنين، فاتزر نصفًا، وارتدى نصفًا، ثم أصبح فصلى مع رَسُول اللَّهِ ﷺ الصبح، فلما صلى رَسُول اللَّهِ ﷺ تصفح الناس ينظر من أتاه، وكان يفعل، فرآه رَسُول اللَّهِ ﷺفقال: «من أنت؟ »، قال: أنا عبد العزى، فقال: « أَنتَ عَبْد اللَّهِ ذو البجادين، فالزم بابي»، فلزم باب رَسُول اللَّهِ صَلَّى اللَّهُ عَلَيْهِ وَسَلَّمَ ﷺ والتسبيح والتكبير، فقال عمر: يا رَسُول اللَّهِ، أمراء هو؟ قال: «دعه عنك، فإنه أحد الأواهين».
وقال محمد بن إِسْحَاقَ: حَدَّثَنِي مُحَمَّدُ بنُ إِبْرَاهِيْمَ التَّيْمِيُّ، قَالَ: كان عبد الله ذو البجادين من مزينة. وكان يتيما في حجر عمه، وكان يحسن إليه. فلما بلغه أنه قد أسلم، قال: لئن فعلت لأنزعن منك جميع ما أعطيتك. قال: فإني مسلم. فنزع كل شيء أعطاه، حتى جرده ثوبه، فأتى أمه، فقطعت بجادا لها باثنين، فاتزر نصفا وارتدى نصفا، ولزم باب رَسُوْلِ اللهِ
ﷺ. وَكَانَ يرفع صوته بالقرآن والذكر. وتوفي فِي حَيَاةِ النَّبِيِّ ﷺ.

## وفاته ونزولالنبيﷺلقبره
وتوفي في حياة رَسُول اللَّهِ ﷺ روى الأعمش، عن أَبِي وائل، عن عَبْد اللَّهِ بْن مسعود، أَنَّهُ قال: لكأني أرى رَسُول اللَّهِ ﷺ في غزوة تبوك، وهو في قبر عَبْد اللَّهِ ذي البجادين، وَأَبُو بكر وعمر يدليانه، ورسول اللَّه ﷺ يقول: « أدنيا مني أخاكما »، فأخذه من قبل القبلة حتى أسنده في لحده، ثم خرج رَسُول اللَّهِ ﷺ ووليا هما العمل، فلما فرغ من دفنه استقبل القبلة رافعًا يديه يقول:« اللهم إني أمسيت عنه راضيًا فارض عنه »، قال: يقول ابن مسعود: فوالله لوددت أني مكانه، ولقد أسلمت قبله بخمس عشرة سنة.
وقد روى من طريق آخر قال: فقال أَبُو بكر: وددت أني، والله، صاحب القبر.
وذكر مُحَمَّد بْن إِسْحَاق أَنَّهُ مات في غزوة تبوك، وروى عن مُحَمَّدِ بْنِ إِبْرَاهِيم بْن الحارث، عن ابن مسعود في موته، ودعا له النَّبِيّ ﷺ نحو ما تقدم، وقال: قال عَبْد اللَّهِ: ليتني كنت صاحب الحفرة. أخرجه الثلاثة.
وفيها - أي تبوك -: توفيت السيدة أم كلثوم بِنْتِ رَسُوْلِ اللهِ ﷺ، زوجة عثمان.
وفيها: توفي عبد الله ذو البجادين  ودفن بتبوك، وصلى عليه النبي ﷺ، وأثنى عليه ونزل في حفرته، وأسنده في لحده. وقال:؛ «اللهم إني أمسيت عنه راضيًا، فارض عنه».
الأدرع الأسلمي كان في حرس النَّبِيّ صَلَّى اللَّهُ عَلَيْهِ وَسَلَّمَ عنه سَعِيد بْن أَبِي سَعِيد المقبري وحده، حديثًا واحدًا، وهو قال: جئت ليلة أحرس رَسُول اللَّهِ صَلَّى اللَّهُ عَلَيْهِ وَسَلَّمَ فإذا رجل ميت، فقيل: هذا عَبْد اللَّهِ ذو البجادين، وتوفي بالمدينة، وفرغوا من جهازه وحملوه، فقال النَّبِيّ صَلَّى اللَّهُ عَلَيْهِ وَسَلَّمَ: ارفقوا به، رفق اللَّه بكم، فإنه كان يحب اللَّه ورسوله. وهو حديث غريب، لا يعرف إلا من هذا الوجه. أخرجه ثلاثتهم.

## روايته للحديث النبوي
لم يرد أي حديث صحيح في الكتب الستة مرويٌ عنه.